# Afonso Cunha
Afonso Cunha est une municipalité brésilienne située dans l'État du Maranhão.